# بخش پارتیله
بخش پارتیله (به سوئدی: Partille kommun) یک ناحیه شهری در سوئد است که در شهرستان وسترا گوتلاند واقع شده‌است.

## خواهرخوانده
شهر خرودیم خواهرخواندهٔ بخش پارتیله هست.